# 兵庫県立伊和高等学校
兵庫県立伊和高等学校（ひょうごけんりつ いわ こうとうがっこう）は兵庫県宍粟市一宮町安積にある公立高等学校である。第4学区に属する。現在は募集定員１学級の、山間部にある小規模校であるが、全国レベルの部活動を有し、大学進学・企業就職と幅広い進路に対応するきめ細かい指導を行っている。

## 沿革

### 山崎高等学校分校時代
- 1948年 兵庫県立山崎高等学校定時制課程に神戸・西谷の2分校が設置。
- 1951年 兵庫県立山崎高等学校定時制課程三方分校が設置。
- 1957年 西谷分校が波賀分校に改称。
- 1961年 神戸・波賀・三方の3分校が統合、伊和分校設置。
- 1962年 全日制課程へ移行。

### 伊和高等学校
- 1964年（昭和39年） 兵庫県立伊和高等学校として独立。5月26日に独立記念式典を挙行し、この日を創立記念日とする

## 部活動
- カヌー部は全国大会や国体に出場する強豪として知られる。
  - 卓球、バレーボール、ソフトボール、弓道、カヌー、吹奏楽、コンピューター、美術、茶華道、家庭

## 所在地
- 兵庫県宍粟市一宮町安積616番地の2
  - 自動車で、中国自動車道山崎インターチェンジより国道29号を鳥取方面へ15km。バスで、神姫バス「伊和高校前」バス停にて下車、徒歩2分。

## 著名な出身者
- 三浦和人（シンガーソングライター・『雅夢』メンバー）